# Панарети
Панарети или Панарет (на гръцки: Παναρέτη) е село в Егейска Македония, Република Гърция, дем Горуша (Войо) в област Западна Македония.

## География
Селото е разположено на 570 m надморска височина, на 10 km южно от град Неаполи (Ляпчища), на левия бряг на Праморица. На юг граничи с гревенското село Кивотос (Кривци).

## История

### В Османската империя
В края на XIX век Панарет е гръцко село в южния край на Населишката каза на Османската империя. Църквата „Свети Атанасий“ е от 1876 година. Според статистиката на Васил Кънчов в 1900 година в Панаре (Панаретъ) живеят 70 гърци християни.
На Етнографската карта на Битолския вилает на Картографския институт в София от 1901 година Панарет е чисто гръцко село в казата Населица на Серфидженския санджак с 14 къщи.
Според статистика на Серфидженския санджак на гръцкото консулство в Еласона от 1904 година в Панарет (Παναρέτ), Населишка каза, живеят 60 гърци елинофони християни.
В началото на ХХ век селото е под върховенството на Цариградската патриаршия. По данни на секретаря на Българската екзархия Димитър Мишев в Панарет (Panaret) има 70 гърци патриаршисти.

### В Гърция
През Балканската война в 1912 година в селото влизат гръцки части и след Междусъюзническата в 1913 година Панарет остава в Гърция. През 1913 година при първото преброяване от новата власт в Πανάρετη са регистрирани 49 жители.
Населението традиционно произвежда жито, тютюн и други земеделски продукти, като се занимава и със скотовъдство.
| Година    | 1913 | 1920 | 1928 | 1940 | 1951 | 1961 | 1971 | 1981 | 1991 | 2001 | 2011 | 2021 |
| --------- | ---- | ---- | ---- | ---- | ---- | ---- | ---- | ---- | ---- | ---- | ---- | ---- |
| Население | 49   | 70   | 99   | 100  | 87   | 110  | 70   | 47   | 31   | 39   | 22   | 14   |